# Cavallino (magazine)
Pour les articles homonymes, voir Cavallino (homonymie).

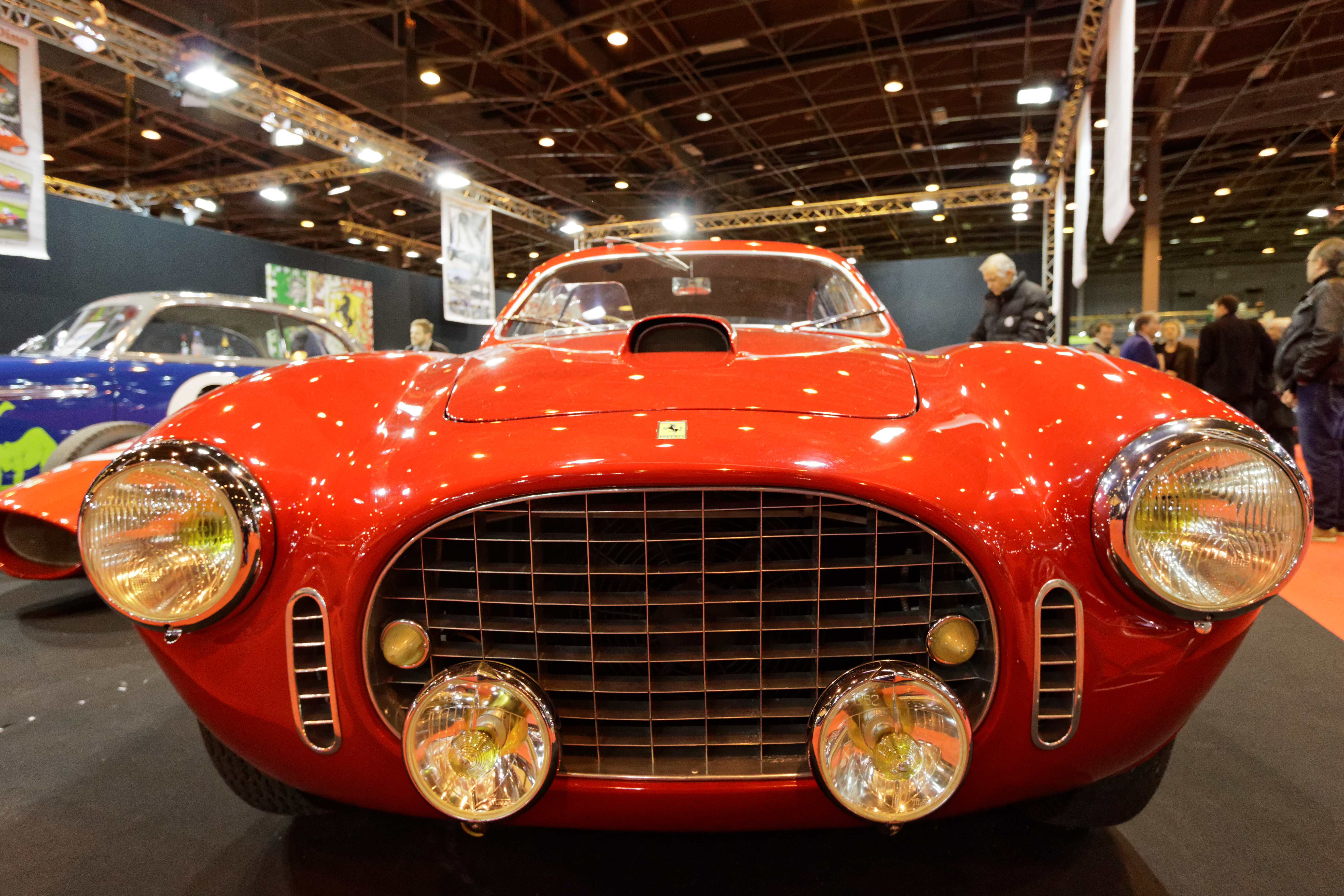
Le numéro 250 a été publié en août 2022, avec une Ferrari 250 S rouge sur sa page de couverture.

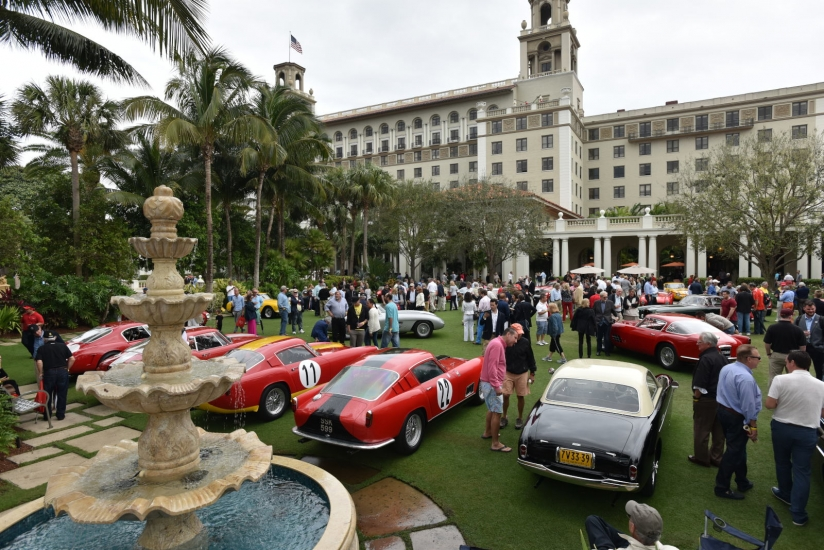
Concorso di Eleganza à The Breakers, Palm Beach au Cavallino Classic en janvier 2015.

Cavallino est un magazine bimestriel créé en 1978 qui publie des articles sur les automobiles Ferrari, la course et les personnalités liées à la marque. Il est basé à Boca Raton, en Floride.
Le premier numéro a été publié en septembre-octobre 1978, avec Chuck Queener comme rédacteur en chef. Il comprenait des articles de Stanley Nowak sur les 100 premières Ferrari construites et d'Edwin K. Niles sur la Ferrari 225 Sport.
Depuis le début des années 1990, le magazine est le sponsor du Palm Beach Cavallino Classic, un rassemblement annuel d'amateurs de Ferrari à Palm Beach, en Floride, qui se tient au Breakers. Il parraine également le Classic Sports Sunday à Palm Beach,.
En 2020, la société de médias et d'événements Cavallino Inc. a été rachetée par Canossa Events, une entreprise italienne, alors que John Barnes et Alicia Barnes occupaient respectivement les postes de président et de vice-présidente. Canossa avait rejoint Motorsport Network de Miami en 2019.
Depuis 2021, Canossa organise également le Cavallino Classic Modena.